# Xã Bohemia, Quận Knox, Nebraska
Xã Bohemia (tiếng Anh: Bohemia Township) là một xã thuộc quận Knox, tiểu bang Nebraska, Hoa Kỳ. Năm 2010, dân số của xã này là 48 người.